# Raketenjagdpanzer 1
De Raketenjagdpanzer 1, afgekort RakJPz1, ook wel  Raketenjagdpanzer 3-3  was een Jagdpanzer van de Duitse Bundeswehr. Het was de eerste tankjager ter wereld die werd uitgerust met anti-tankraketten en gaf de aanzet tot de verdere internationale ontwikkeling van antitankraketvoertuigen en -doctrine.

## Achtergrond
Na de Tweede Wereldoorlog schreef de doctrine van de een "mobiele verdediging" voor, met gebruik van antitankeenheden (Panzerjägertruppe) Deze moesten de infanterie ondersteunen bij de verdediging tegen vijandelijke tanks. Hiervoor schafte de Bundeswehr in 1961 de Raketenjagdpanzer 1 aan die van 1961 tot 1962 instroomde bij de Panzerjägercompagnies van de Panzergrenadier- en Panzerbrigades. Iedere brigade ontving 8 voertuigen.

## Ontwikkeling
De ontwikkeling van de Raketenjagdpanzer 1, de eerste tank met antitankraketten ter wereld, begon in 1959. Er werd uitgegaan van de ervaringen van de Duitse Wehrmacht met tankjagers in de Tweede Wereldoorlog. De RakJPz1 had daardoor veel weg van de Duitse tankjagers uit de oorlog, vooral van de Jagdpanzer IV. Dit was echter alleen uiterlijk, doordat het schuingeplaatste pantser ervan was gekopieerd. Alle andere onderdelen zoals het chassis, het loopwerk, de aandrijflijn waren overgenomen van infanteriegevechtsvoertuig Schützenpanzer (lang) HS-30 (ook wel Schützenpanzer 12-3 genoemd) van het Zwitserse bedrijf Hispano-Suiza. Het voertuig werd ontworpen om de Franse SS-11 antitankraketten die in Duitsland onder licentie werden geproduceerd te kunnen afvuren.
Het chassis van de HS-30 werd gekozen omdat er behalve het infanterievoertuig (Typ 12-3) al meer voortuigen van waren afgeleid, zoals een mortiervoertuig (Panzermörser) met  90mm (Typ 51-3) (later 120mm-mortier (Typ 52-3)), een TLV-voertuig met 106 mm M40A1 terugstootloze vuurmond (Typ 12-3 LGS (Leichtgeschütz)), een  artillerie-observatievoertuig (Typ 81-1 Feuerleitpanzer) en een commando- en verbindingsvoertuig (Typ 21-3 FüFu Panzer).
De RakJPz1 vertoonde dezelfde problemen als de rest van de HS-30 familie: problemen met de luchttoevoer en koeling van de motor, transmissie, stuurinrichting, remmen en ophanging. Ook had de Rolls-Royce-motor op ruw terrein te weinig koppel en daardoor een lage off-road snelheid en een hoog verbruik, wat het toch al beperkte rijbereik verder verminderde.

## Constructie

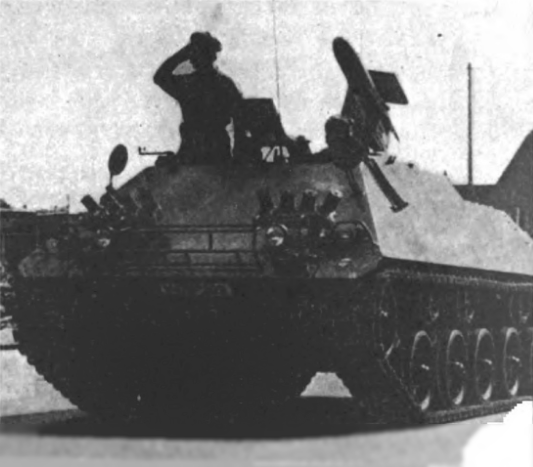
Raketenjagdpanzer 1

De Raketenjagdpanzer 1 is een rupsvoertuig met een kazemat constructie, voorzien van twee lanceerinstallaties voor SS.11 geleide raketten..
Romp
De romp van de Raketenjagdpanzer 1 is gemaakt van gelaste schuin geplaatste gewalste platen van pantserstaal. De wanden aan alle zijden waren in een hoek van 45° geplaatst. De ‘overgebouwde’ romp heeft een "getrapte" vorm, wat betekent dat het motordek aan de achterzijde van het voertuig lager is dan het bemanningscompartiment aan de voorzijde.
De RakJPz1 was niet voorzien van NBC beschermingsinstallatie.
De bestuurder bevond zich aan de linkerkant, de commandant aan de rechterkant, elk met hun eigen luik. De schutter zat tussen hen in.
De chauffeur had 3 zichtblokken. Hij stuurde met twee stuurhendels. Boven zijn zitplaats zit een vlak eendelig toegangsluik dat naar links opent.
De commandant had 2 zichtblokken. Boven zijn zitplaats zit een vlak eendelig toegangsluik dat naar rechts opent.
De raketten werden geleid door de schutter die tussen de bestuurder en de commandant zat. Hij beschikte over een richtperiscoop die in een mast boven het voertuig uitstak.
In het voertuigdak waren twee luiken met een lichte bolling aangebracht voor de lanceerinstallaties, één achter het luik van de bestuurder en één achter het luik van de commandant. Deze luiken draaiden naar binnen en achteren weg zodra de lanceerinstallatie omhoog kwam of weer omlaag ging, en sloot direct daarna weer.
Aan de achterzijde van het voertuig bevindt zich evenals bij de HS-30 aan de linkerkant een smalle tweedelige toegangsdeur en rechts een grote koepelvormige afdekking van de koelventilator voor de motor, met daaronder een grote uitlaat.
Bewapening

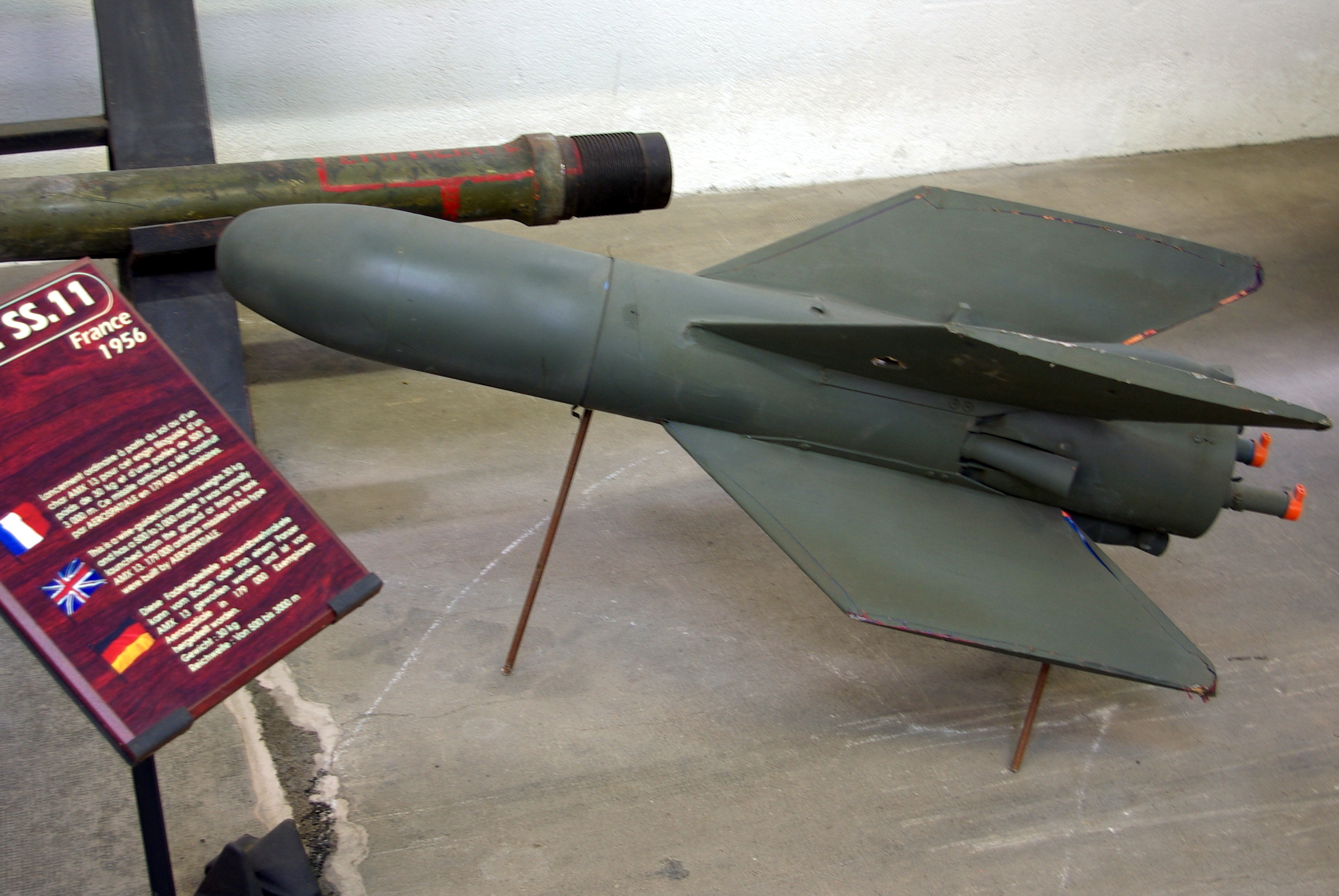
Nord SS.11 raket

De bewapening bestond uit twee lanceersystemen voor de draadgeleide antitankgeleide Nord SS.11 raket. De installaties konden alleen om de beurt gebruikt worden.
De RakJPz1 voerde 10 antitankraketten mee, waarvan er acht in speciale rekken, en twee op de lanceerinstallaties achter de bestuurder en commandant. 
Er waren te allen tijde twee raketten gereed. Het herlaadproces verliep automatisch en nam slechts enkele seconden in beslag terwijl de raket verticaal werd geladen. De twee lanceerrails konden tot 180 ° worden gedraaid. De lanceerinstallaties werden omhoog gebracht en ingetrokken door middel van een elektrohydraulisch systeem.
Voor op het voertuig waren op dezelfde wijze als bij de HS-30 twee elektrisch bediende rookbuslanceerinrichtingen met elk 4 bussen van 76mm geplaatst. Eén boven iedere koplamp.
Motor en transmissie
De 6,5L (6516 cc) Rolls-Royce B81 Mk 80F, 4-takt 8-cilinder in lijn benzinemotor van 220 pk (164 kW) was met de transmissie achter in het voertuig geplaatst.
De voertuigen waren voorzien van een transmissie met planeetwielmechanisme. De eerste voertuigen waren voorzien van een elektrisch geschakelde Sidebi transmissie (Cletrac?) (8 versnellingen vooruit, 1 achteruit). Latere exemplaren hadden een elektrisch geschakelde Wilson transmissie met hydraulische koppelomvormer (elektrisch geschakeld, 4 versnellingen vooruit, 1 achteruit). Beide types leverden problemen op en werden uiteindelijk in 1965/1966 allemaal vervangen door een Allison halfautomatische transmissie met hydraulische koppelomvormer (4 versnellingen vooruit, 1 achteruit).
Loopwerk
Het loopwerk is een verbeterd Christie loopwerk, met aan beide kanten vijf dubbele loopwielen, een aandrijfwiel aan de achterzijde van het voertuig, een spanwiel vooraan en drie geleiderollen (ook wel toprollen genoemd). De loopwielen waren voorzien van spiraalveren met rubberen buffers ertussen.
De Hispano-Suiza rupsband is een Frans model single-pin rupsband met een middengeleider en met één breed rubberblok (trackpad) per schakel. Het model van de rupsbanden was verouderd en ze sleten erg snel; er moest regelmatig een schakel verwijderd worden om ze op spanning te houden. De rupsbanden werden later vervangen door dual-pin rupsbanden van Backhaus KG (later onderdeel van Diehl Metall).

## Inzet
Het voertuig was bedoeld om ingezet te worden vanuit voorbereide posities gepantserde doelen te bestrijden op afstanden tussen 1500m en 4000 m omdat de kanonnen van tanks op die afstanden niet effectief of nauwkeurig genoeg waren. Het bereik van de antitank geleide raket SS.11 was afhankelijk van de brandtijd van de motor en was 4000 m voor type SS.11 A1 en 3800 m voor type SS.11 B1. Afhankelijk van de afstand tot het doel konden er twee tot maximaal drie geleide raketten per minuut worden afgevuurd.
Kleur
De RakJPz1 waren gespoten in effen legergroen.
Uitrusting
De voertuigen zijn voorzien van normale rijverlichting incl. richtingaanwijzers voor gebruik op de openbare weg onder vredesomstandigheden, en beschikken daarnaast over oorlogs- of verduisteringsverlichting en een afzonderlijk te bedienen kruislicht. Daarnaast zitten er aan voor- en achterzijde twee bevestigingsbeugels voor hijsogen of bolderhaken, en achteraan het voertuig een trekhaak (type rangeerkoppeling).
Uitfasering
De RakJPz1 werd tussen van 1967 tot 1968 vervangen door de grotere en krachtiger Raketenjagdpanzer 2. De Raketenjagdpanzer 2 was afgeleid van de Kanonenjagdpanzer en was net als de RakJPz1 voorzien van het SS.11 wapensysteem.

## Afbeeldingen
- Raketenjagdpanzer 1 in het Pantsermuseum Munster
- Raketenjagdpanzer 1 Diverse jagdpanzers
- Raketenjagdpanzer 1 Raketenjagdpanzer 1 en 2 zij aan zij
- Raketenjagdpanzer 1
- Raketenjagdpanzer 1 Walk Around